# Eosentomon ewingi
Eosentomon ewingi är en urinsektsart som beskrevs av F. Bonet 1950. Eosentomon ewingi ingår i släktet Eosentomon och familjen trakétrevfotingar. Inga underarter finns listade i Catalogue of Life.